# Horisme radicaria
Horisme radicaria är en fjärilsart som beskrevs av De la Harpe 1855. Horisme radicaria ingår i släktet Horisme och familjen mätare. Inga underarter finns listade i Catalogue of Life.